# Mathieu
 Mathieu  es una población y comuna francesa, situada en la región de Normandía, departamento de Calvados, en el distrito de Caen y cantón de Douvres-la-Délivrande.

## Demografía
| 841 | 964 | 1100 | 1255 | 1577 | 1625 |
| Para los censos de 1962 a 1999 la población legal corresponde a la población sin duplicidades (Fuente: INSEE [Consultar]) |     |      |      |      |      |